# تل کوتاه
تل کوتاه مربوط به هزاره دوم قبل از میلاد است و در شهرستان بهبهان، بخش مرکزی، دهستان حومه، ۱/۵ کیلومتری شرق روستای کریم آباد واقع شده و این اثر در تاریخ ۱ مرداد ۱۳۸۶ با شمارهٔ ثبت ۱۹۲۷۵ به‌عنوان یکی از آثار ملی ایران به ثبت رسیده است.